# Bulgarije op het Eurovisiesongfestival 2012
Bulgarije nam deel aan het Eurovisiesongfestival 2012 in Bakoe, Azerbeidzjan. Het was de achtste deelname van het land op het Eurovisiesongfestival. BNT was verantwoordelijk voor de Bulgaarse bijdrage voor de editie van 2012.

## Selectieprocedure
Op 25 augustus 2011 opende BNT de inschrijvingen. Geïnteresseerden kregen tot 11 november de tijd om een nummer in te zenden. Een vakjury selecteerde vervolgens 22 halvefinalisten. De halve eindstrijd zou plaatsvinden op 14 januari 2012. Van de 22 artiesten ging de favoriet van de vakjury en die van het publiek automatisch naar de finale, de overige tien finalisten werden bepaald door de overige stemmen van de jury en het televotende publiek.
De nationale finale vond plaats op 29 februari 2012. Vakjury en publiek stonden elk in voor de helft van de punten. De finale vond plaats in het Nationaal Cultuurpaleis te Sofia.

## Bylgarskata Pesen za Evroviziya 2012

### Halve finale
| Plaats | Artiest                            | Lied                      | Jury             | Publiek          | Totaal           |
| ------ | ---------------------------------- | ------------------------- | ---------------- | ---------------- | ---------------- |
| 1      | Sofi Marinova                      | Love unlimited            | Favoriet publiek | Favoriet publiek | Favoriet publiek |
| 2      | Dess                               | Love is alive             | Favoriet jury    | Favoriet jury    | Favoriet jury    |
| 3      | New 5                              | Chance for better life    | 12               | 12               | 24               |
| 4      | Ivaylo Kolev feat. Hipnotik        | Searching for the words   | 10               | 10               | 20               |
| 5      | Steliyana Hristova                 | Putyat                    | 7                | 8                | 15               |
| 6      | Todor Gadzhalov                    | Still love you            | 8                | 4                | 12               |
| 7      | Tsvetelin Atanasov-Elvisa feat. DZ | Love goes around          | 5                | 5                | 10               |
| 8      | Svetozan Hristov                   | Keep me down              | 6                | 3                | 9                |
| 9      | Simona Sivanio                     | Eternal                   | 0                | 7                | 7                |
| 10     | Go Week                            | The way you see the world | 0                | 6                | 6                |
| 11     | Rene Ranev                         | Alone                     | 2                | 2                | 4                |
| 12     | Vyara Pantaleeva                   | Vyara                     | 4                | 0                | 4                |
| 13     | Alex & 4Give                       | Dream                     | -                | -                | -                |
| 13     | Teni Omede                         | Without you               | -                | -                | -                |
| 13     | Viktoriya Dimitrova                | Novo nebe                 | -                | -                | -                |
| 13     | Sunnie                             | Shut your mouth and do it | -                | -                | -                |
| 13     | Sonya Ivanova                      | Finalna lyubov            | -                | -                | -                |
| 13     | Monika Kirovska                    | You are my angel          | -                | -                | -                |
| 13     | Margarita Hranova                  | Proshka                   | -                | -                | -                |
| 13     | Better Than Grey                   | Dream                     | -                | -                | -                |
| 13     | Georgi Vurbanov                    | This is my green wave     | -                | -                | -                |
| 13     | Bee in the Bonnet                  | You are the world         | -                | -                | -                |

### Finale

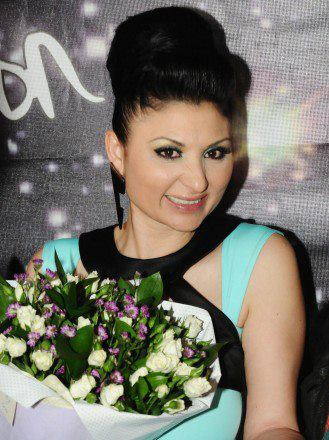
Sofi Marinova na haar overwinning van de nationale finale.

| Plaats | Artiest                          | Lied                        | Jury | Publiek | Totaal | Eindplaats |
| ------ | -------------------------------- | --------------------------- | ---- | ------- | ------ | ---------- |
| 1      | Go Week                          | "The way you see the world" | 6    | 5       | 11     | 6          |
| 2      | Todor Gadzhalov                  | "Still love you"            | 10   | 2       | 12     | 4          |
| 3      | Steliyana Hristova               | "Putyat"                    | 3    | 6       | 9      | 7          |
| 4      | Rene Ranev                       | "Alone"                     | 1    | 0       | 1      | 11         |
| 5      | Dess                             | "Love is alive"             | 5    | 10      | 15     | 3          |
| 6      | Svetozan Hristov                 | "Keep me down"              | 7    | 1       | 8      | 8          |
| 7      | Simona Sivanio                   | "Eternal"                   | 0    | 3       | 3      | 10         |
| 8      | Ivaylo Kolev ft. Hipnotik        | "Searching for the words"   | 4    | 7       | 11     | 5          |
| 9      | Sofi Marinova                    | "Love unlimited"            | 8    | 12      | 20     | 1          |
| 10     | Vyara Pantaleeva                 | "Vyara"                     | 0    | 0       | 0      | 12         |
| 11     | New 5                            | "Chance for better life"    | 12   | 8       | 20     | 2          |
| 12     | Tsvetelin Atanasov-Elvisa ft. DZ | "Love goes around"          | 2    | 4       | 6      | 9          |

## In Bakoe
Bulgarije trad aan in de tweede halve finale op donderdag 24 mei. Het kwam als achtste aan de beurt, net na Oekraïne en voor Slovenië. Het land kreeg punten van Turkije (10), Noord-Macedonië (6), Noorwegen (6), Portugal (6), Verenigd koninkrijk (5), Bosnië en Herzegovina (3), Frankrijk (3), Duitsland (2), Malta (2), Servië (2). Deze 45 punten en een elfde plaats waren niet genoeg voor een deelname aan de grote finale op zaterdag.